# 星形四角化菱形十二面體堆砌
在幾何學中，星形四角化菱形十二面體堆砌（Stellated rhombic dodecahedral honeycomb）是位於三維空間的一種密鋪結構或堆砌體，由星形四角化菱形十二面體獨立堆積而成。雖然這種幾何結構中的每個胞都全等，但由於其組成不是半正多面體或其對偶，因此並不屬於28種半正密鋪。不過這種幾何結構仍然存在胞可遞、邊可遞和點可遞等特性。由於這種幾何結構由非凸的星形多面體組成，部分文章將其稱為複雜的三維填充結構。

## 性質
在星形四角化菱形十二面體堆砌中，每個頂點周圍皆有有6個星形四角化菱形十二面體，且全由星形四角化菱形十二面體組成，因此其具有胞可遞的特性，這意味著，這幾何結構上的任意兩個面A和B，透過旋轉或鏡射這個幾何結構，使A移動到B原來的位置時，其胞仍然佔據了相同的空間區域。同時，星形四角化菱形十二面體堆砌也存在邊可遞的特性。由於這個幾何結構的每個頂點都是6個星形四角化菱形十二面體的公共頂點，因此也存在點可遞的特性。
星形四角化菱形十二面體堆砌可以視為菱形錐堆砌與菱形十二面體堆砌的部分組合。星形四角化菱形十二面體可透過將菱形十二面體分割成12個菱形錐重新排列組成四角化菱形十二面體。因此整體結構可以視為菱形十二面體堆砌中四角化菱形十二面體與鄰近的四角化菱形十二面體對應菱形錐堆砌的其中一個菱形面組成星形四角化菱形十二面體。當中共用的部分代表著施瓦茨D曲面的局部結構。
| 菱形十二面體分割成12個菱形錐重組為星形四角化菱形十二面體 | 菱形錐堆砌的其中一個菱形錐的位置 | 菱形十二面體堆砌的局部 | 星形四角化菱形十二面體堆砌的局部 | 菱形十二面體堆砌、立方體堆砌的漸變過程 |

### 胞的組成
星形四角化菱形十二面體堆砌的胞為星形四角化菱形十二面體，其由48個面、72條邊和26個頂點組成。
在這個堆砌結構中，其胞的晶格向量為：
{\displaystyle v_{1}=\left(1.10103,\,0,\,0\right)}
{\displaystyle v_{2}=\left(-0.73677,\,1.05288,\,0\right)}
{\displaystyle v_{3}=\left(0.368141,\,-0.5252,\,0.91052\right)}